# Rob Hubbard
Rob Hubbard (ur. około 1956) – brytyjski kompozytor muzyki elektronicznej, znany głównie dzięki imponującej liczbie utworów skomponowanych do gier komputerowych w latach 80. i na początku lat 90. XX wieku. 
Zaczynał jako programista 8-bitowego komputera Commodore 64; z twórczości na tę platformę jest najbardziej znany. W języku BASIC oraz asemblerze programował układ dźwiękowy SID tego komputera. Opracowywał też muzykę dla innych ówczesnych komputerów domowych, jak np. Atari XL/XE.
W 1989 roku Hubbard został zatrudniony w firmie Electronic Arts jako kompozytor, a później jako kierownik techniczny ws. udźwiękowienia. Pracował tam do 2002 roku.
Typowymi przykładami jego dorobku z lat 80. XX wieku są utwory muzyczne (chiptune) do gier:
- Commando na C64 (Elite Systems, 1985)
- The Last V8 na C64 (Mastertronic, 1985)
- Ninja na C64 (Entertainment USA, 1986)
- Chimera na C64 (Firebird, 1986)[1]
- International Karate na Atari XL/XE i C64 (System 3, 1986)
- Warhawk na Atari XL/XE i C64 (Firebird, 1986)
- International Karate + na C64 (System 3, 1987)[2]
- Jet Set Willy na Atari XL/XE (Tynesoft, 1987)[3]
- Populous (Electronic Arts, 1989)